# Nicolaaskerk (Midlum)
De Nicolaaskerk is een kerkgebouw in Midlum in de Nederlandse provincie Friesland.

## Beschrijving
De kerk staat op een terp en was oorspronkelijk gewijd aan Nicolaas van Myra. De eenbeukige kerk met vijfzijdig gesloten koor is meerdere malen verbouwd. De romaanse kerk kreeg een gotische ingang en een gotisch venster. In 1810 is de achtkantige lantaarn op de toren vervangen door een ingesnoerde spits en is de toren ommetseld. In de toren hangen twee klokken uit de 15e eeuw. In 1912 is aan de noodzijde van de witgepleisterde kerk een consistoriekamer aangebouwd. Het interieur wordt gedekt door een houten tongewelf. Het orgel uit 1811 is gemaakt door L. van Dam en Zonen ter vervanging van een orgel uit 1779. De kerk is een rijksmonument.

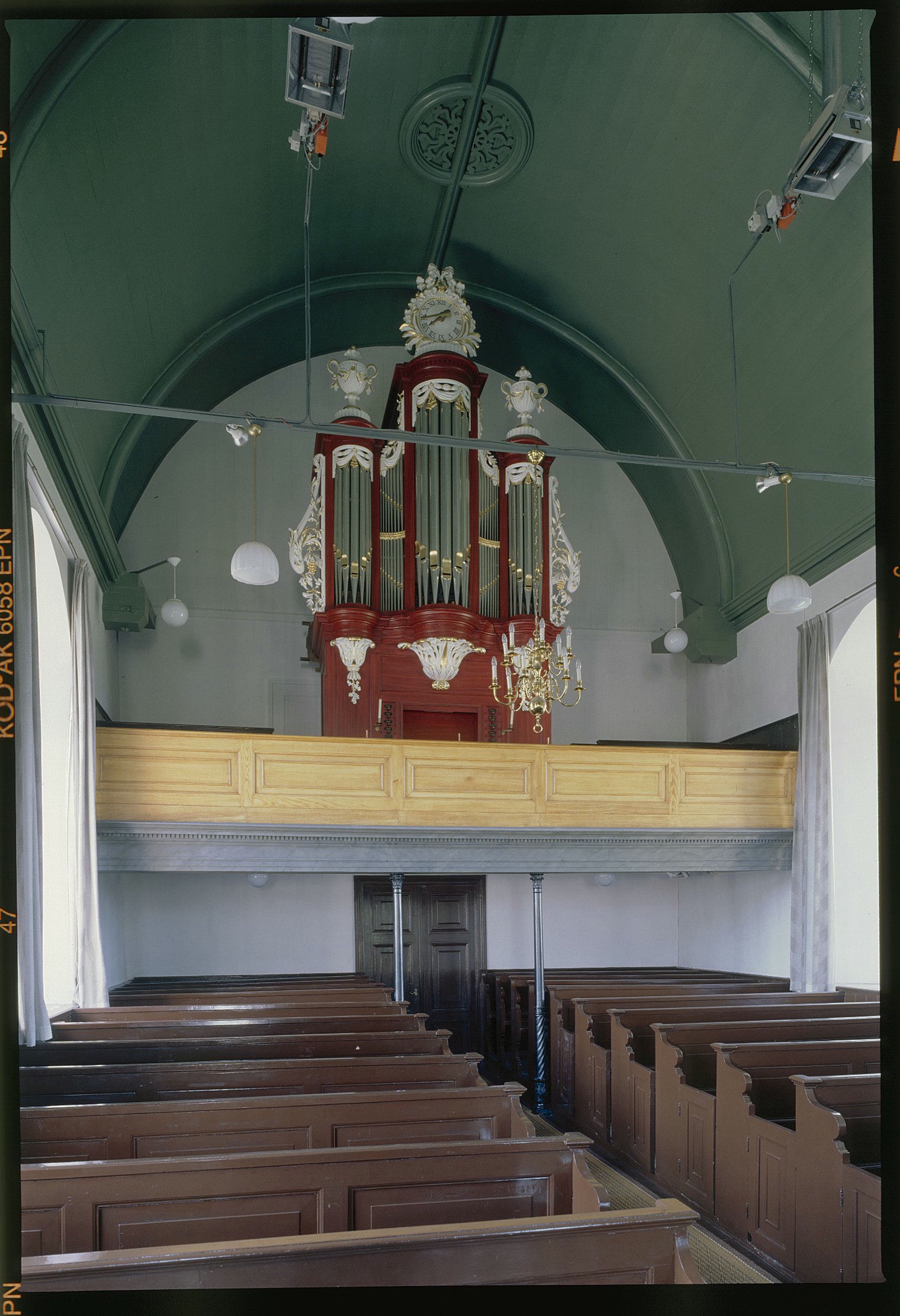
Interieur met orgel
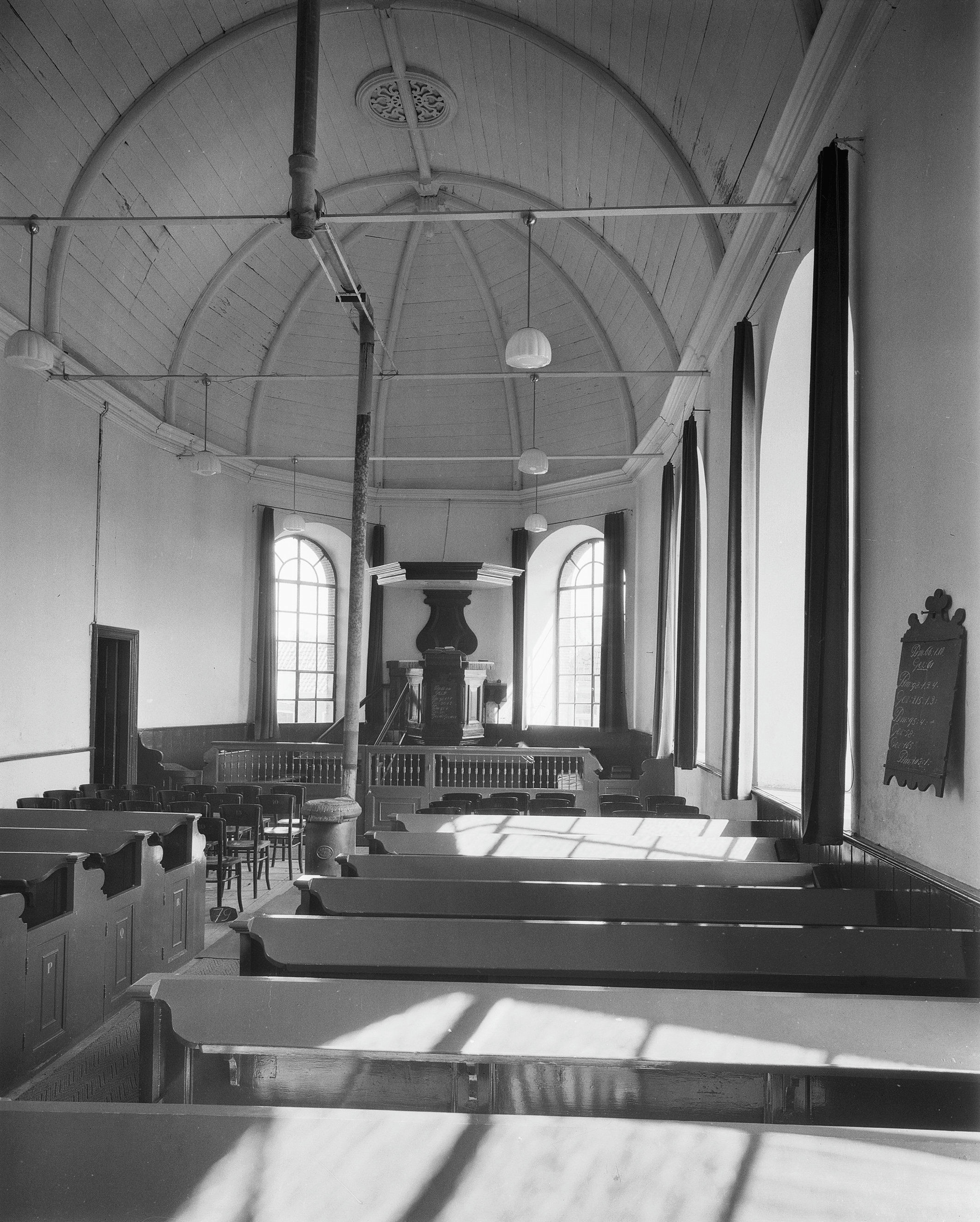
Interieur met preekstoel